# Badenstraße 40 (Stralsund)

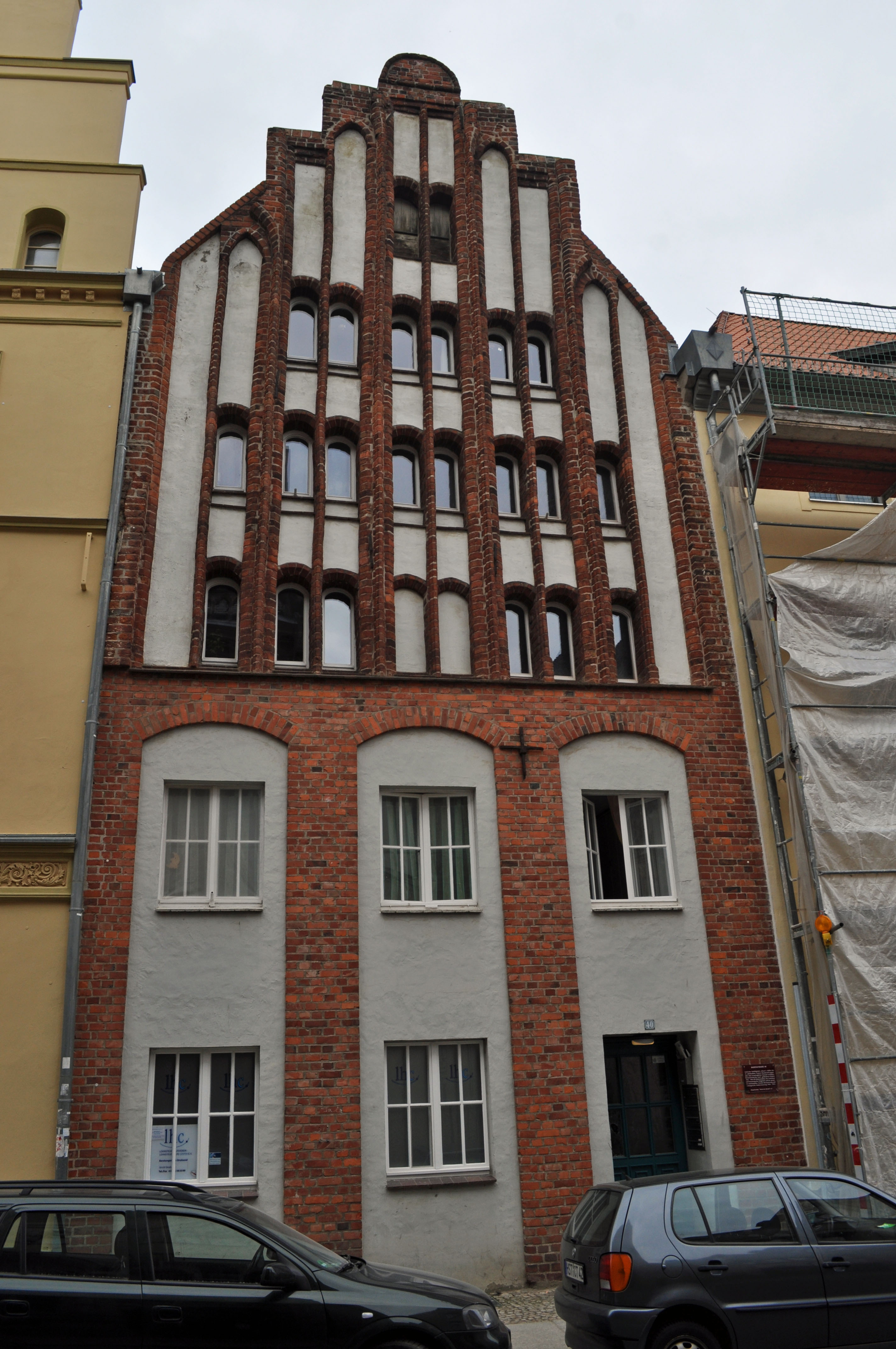
Haus Badenstraße 40 in Stralsund (2012)

Das Haus mit der postalischen Adresse Badenstraße 40 ist ein unter Denkmalschutz stehendes Gebäude in der Badenstraße im Stadtkern von Stralsund.

## Geschichte und Beschreibung
Das zweigeschossige, dreiachsige Giebelhaus wurde im 15. Jahrhundert errichtet. Die beiden Geschosse wurden bei einer Sanierung in den Jahren 1965 bis 1966 stark überformt. Ebenso musste in diesen Jahren der viergeschossige gotische Staffelgiebel wegen Einsturzgefährdung zusammen mit dem Hausunterbau und dem Hofgiebel erneuert werden. Auch die Innenausstattung wurde dabei verändert.
Nach der Wende konnten 1994/1995 noch einmal alle Bauteile restauriert und modernisiert werden.
Das Haus ist Weltkulturerbe und steht im Kerngebiet des als  anerkannten Kulturgutes Historische Altstädte Stralsund und Wismar.
In die Liste der Baudenkmale in Stralsund ist es mit der Nummer 66 eingetragen.